# De Zwaan (Brussel)

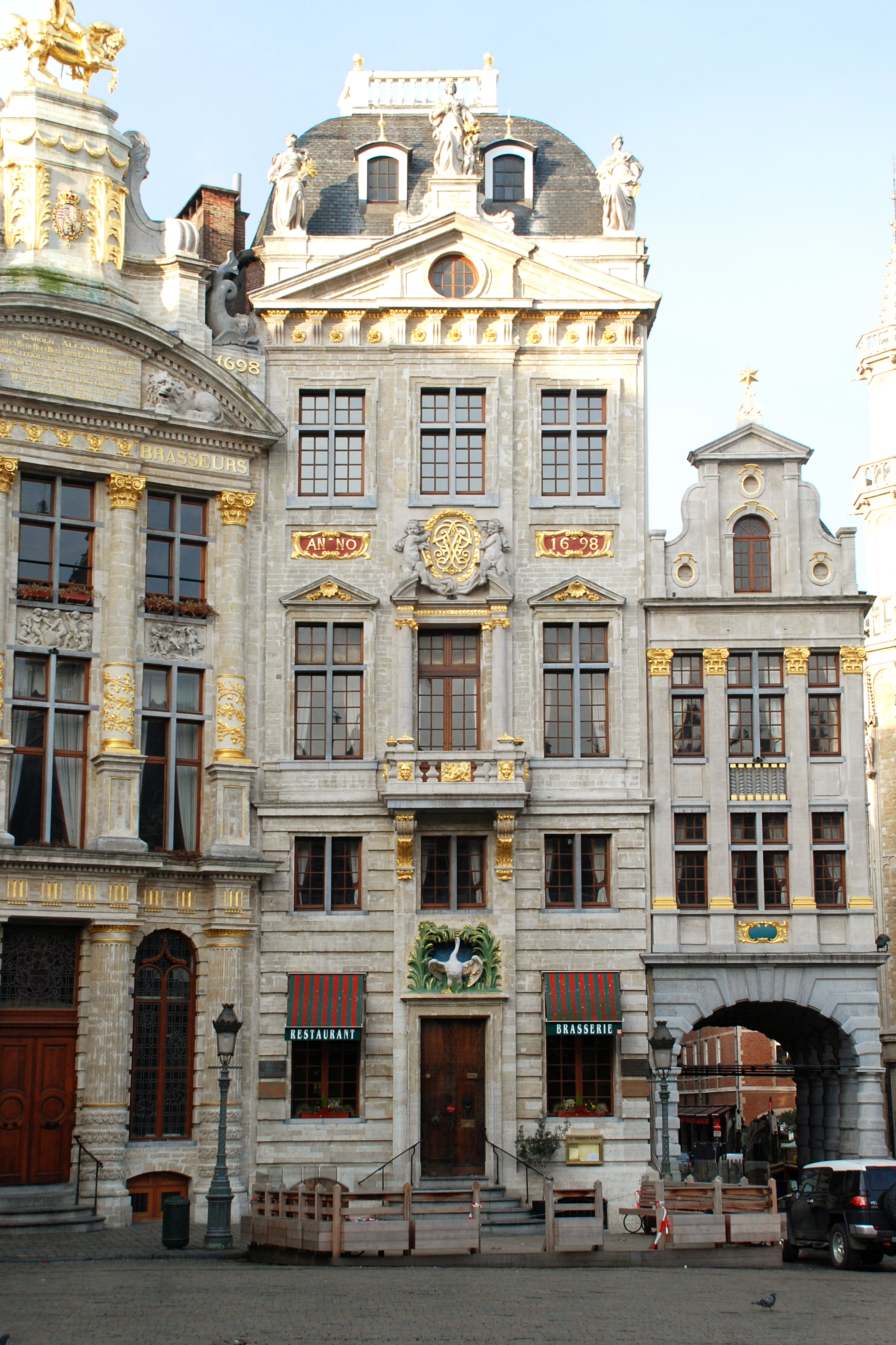
Gevel van De Zwaan

De Zwaan (Frans: Le Cygne) is een historisch pand op de Grote Markt van Brussel te België. Gedenkplaten herinneren aan enkele historische gebeurtenissen die er plaatsvonden.

## Geschiedenis
De Swaene is in de 14e eeuw vermeld als een herberg met tuin. In 1523 liet de eigenares Apollonia van Oudergem het huis herbouwen met een houten gevel gealigneerd op de naburige gebouwen. Na het Franse bombardement werd het gebouw in 1698 een tweede keer herbouwd door de financier Pierre Fariseau, medestichter van de muziekacademie. Hij deed daarvoor een beroep op architect Cornelis van Nerven. In 1720 werd De Zwaan eigendom van het beenhouwersambacht. Een chronogram op de voorgevel herinnert eraan dat de slagers in dat jaar het bovengedeelte verbouwden met de opbrengsten van wolverkoop. De drie allegorische standbeelden van Jan de Kinder op de kroonlijst werden in 1899 vervangen door werk van Charles Samuel. Ze beelden respectievelijk de beenhouwerij, de overvloed en de landbouw uit.
Na de opheffing van de gilden was De Zwaan een café geworden waar het werkvolk kwam drinken, eten en feesten. In die context speelde het een voorname rol in de Brusselse geschiedenis. Zo waren onder meer Karl Marx en Friedrich Engels trouwe bezoekers tijdens hun verblijf in de stad (1845-1848). Ze woonden er onder meer de bijeenkomsten van de Association Démocratique en het Deutsche Arbeitersverein bij. Een politieverslag stelt dat Jenny Marx er met oudejaarsavond 1847 opruiende liederen op de piano speelde. In 1874 werd het huis verbouwd tot een hotel, maar het bleef een plek voor arbeiders. In 1885 werd de Belgische Werkliedenpartij (BWP) er opgericht. Een andere episode dateert van 26 september 1898. Toen werd er door het parket-generaal van het Brusselse Hof van Beroep een dossier aangelegd met de titel De Brabançonne uitgefloten door socialisten op de Grote Markt. Die dag had er op de Grote Markt een concert plaatsgevonden van het muziekkorps der grenadiers waarbij de Brabançonne werd gespeeld. Uit De Zwaan zou gefluit zijn opgestegen en zou men de Carmagnole en de Marseillaise hebben ingezet. De toenmalige eigenaar van het café liet hierop in een open brief aan de kranten weten geen socialistisch lokaal te zijn. Maar, voegde hij eraan toe, de fluitende persoon was niet tegen de Brabançonne.
Sinds 1959 is er een restaurant in gevestigd, La maison du Cygne. Jan Ceulemans ontving er de Gouden Schoen 1986. Het restaurant sloot in december 2017 zijn deuren, maar ging het volgende jaar weer open.

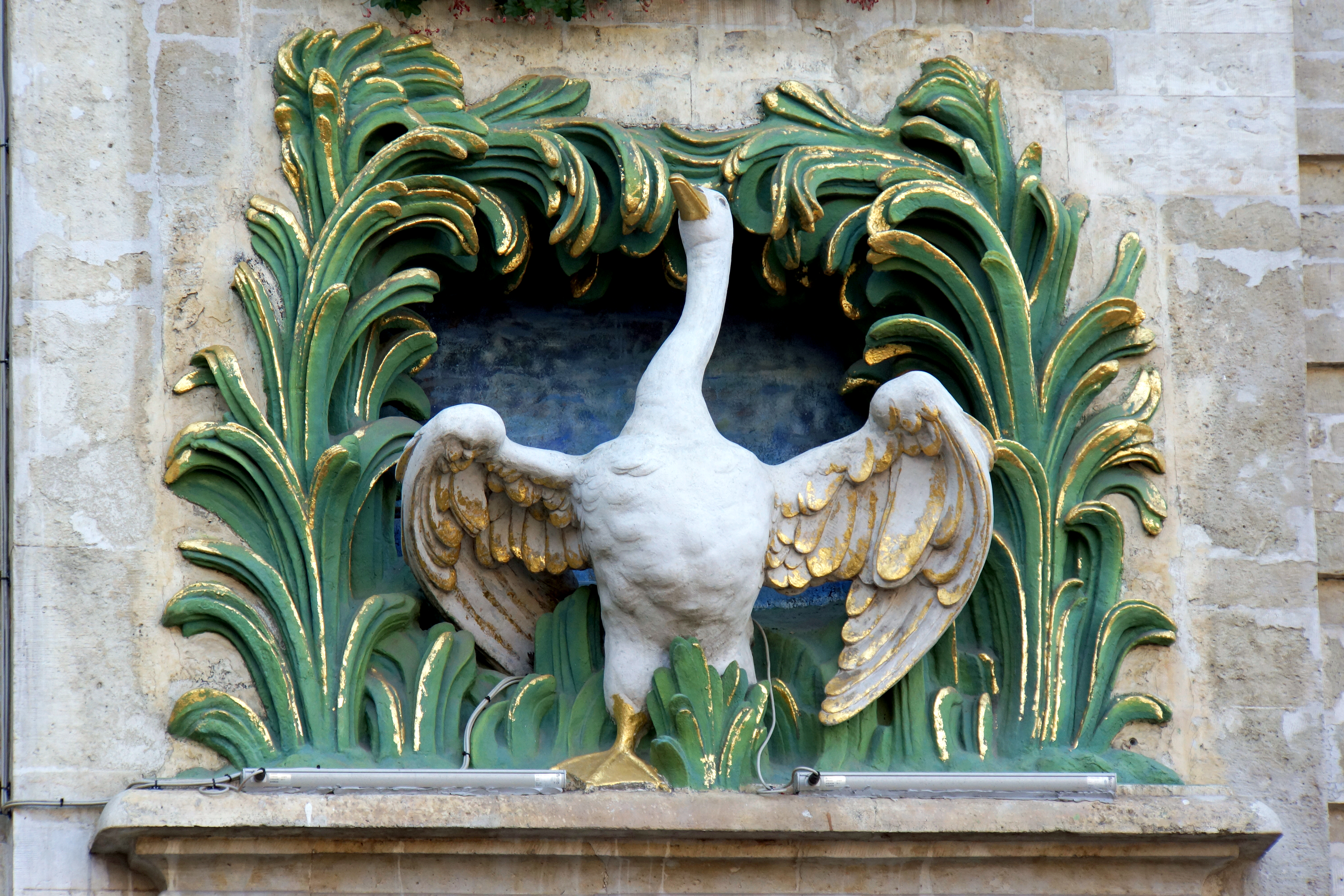
Zwaansculptuur
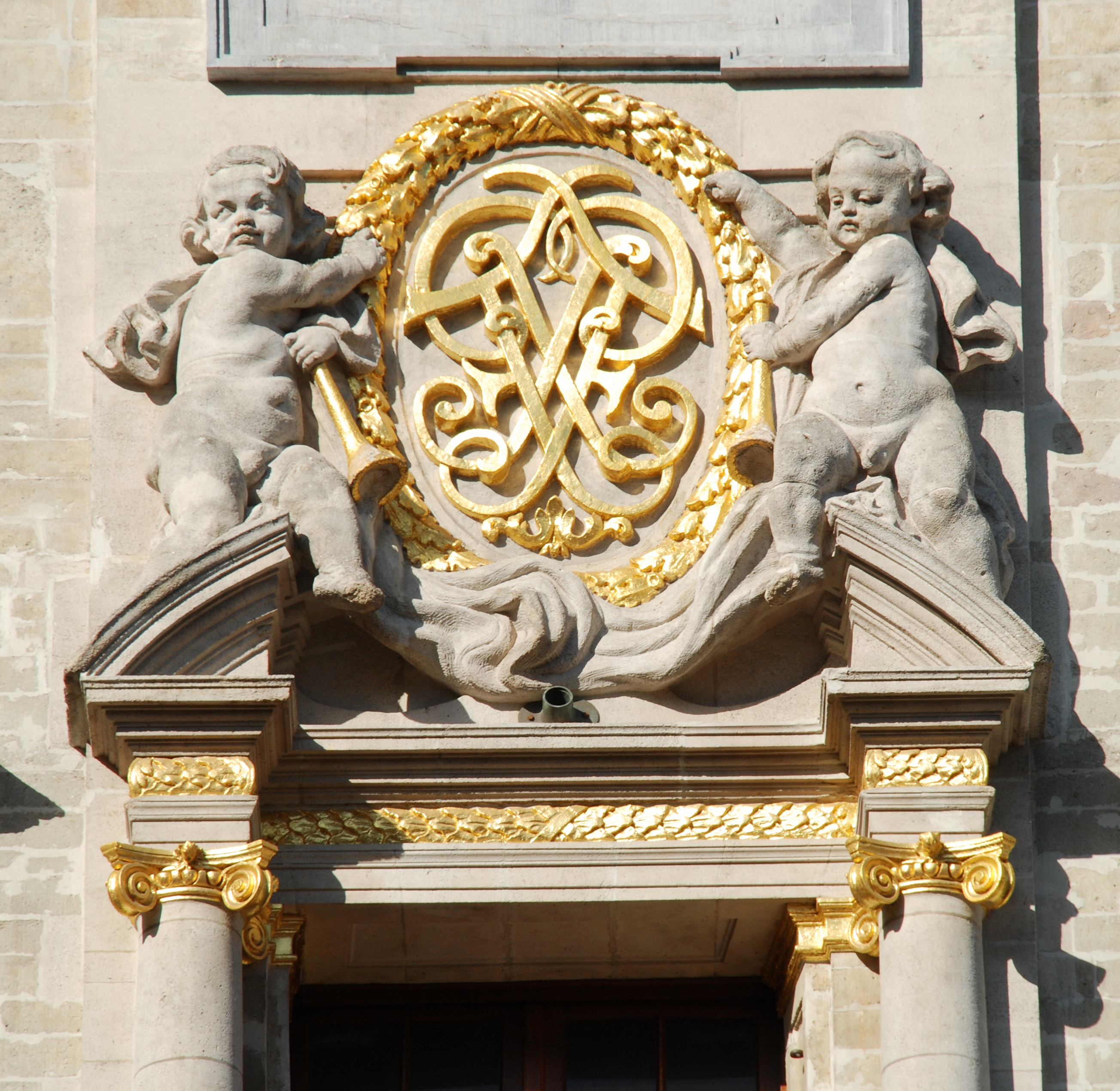
Monogram van Fariseau
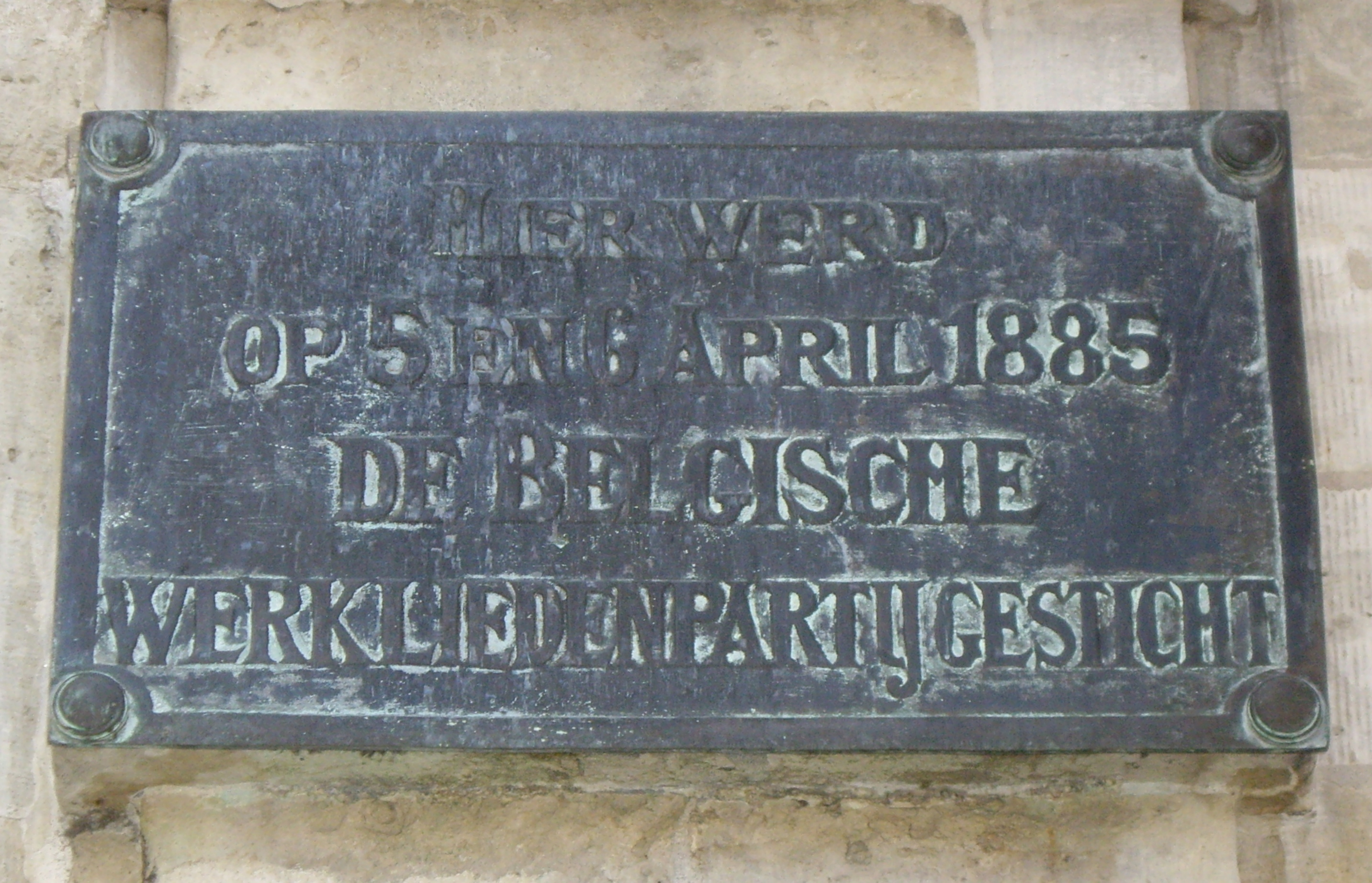
Gedenkplaat voor de stichting van de BWP